# Захват заложников в Ин-Аменас
Шаблон:Теракты Аль-Каиды
Захват заложников в Ин-Аменас — террористический акт в Алжире с захватом сотен заложников.
Захват заложников произошёл 16 января 2013 года. В него были вовлечены сотни заложников-алжирцев и 41 заложник, представляющий другие государства. Все они были рабочими и специалистами, работавшими на месторождении природного газа, недалеко от Ин-Аменас. Боевики «Батальона подписавшихся кровью» потребовали остановить военную интервенцию в Мали и освободить из тюрем своих соратников. Боевиков возглавлял полевой командир Абу Бараа, Тахер бен Шанаб или Мухтар Бельмухтар.

## Захват заложников
Инцидент начал разворачиваться рано утром 16 января 2013 года, когда порядка 20 исламистов, передвигаясь на трёх автомобилях, атаковали автобус, перевозящий рабочих к газовому месторождению, разрабатываемому британским концерном BP, норвежским Statoil и алжирской компанией Sonatrach. После чего был захвачен сам объект. Затем боевики захватили месторождение, заминировали его и заявили, что любые попытки освободить заложников «закончатся трагически». При захвате погибли несколько человек. Вскоре боевики отпустили практически всех алжирцев, поскольку их интересовали только иностранцы.
Вооружённые силы Алжира окружили объект и обстреляли его с вертолётов. Вечером 17 января появилась информация об освобождении около 600 заложников. При этом, по предварительным сведениям, погибли до 34 заложников. 15 исламистов были уничтожены, остальным удалось скрыться. 19 января террористы продолжали удерживать 7 иностранных заложников, которые погибли при заключительной операции алжирских сил безопасности — их казнили боевики.
В ходе зачистки территории 20 января были найдены 25 тел погибших заложников, из которых 7 англичан и 9 — японцев.
21 января премьер-министр Алжира Абдельмалек Селлаль заявил, что в операции по освобождению газового месторождения в Ин-Аменасе погибли 38 заложников, из которых 37 — это иностранцы. По словам Селлаля, погибли граждане восьми государств; ещё пять человек остаются пропавшими без вести. Среди погибших или пропавших без вести — граждане Великобритании, США, Японии, Румынии, Малайзии, Норвегии и Филиппин. Он также заявил, что в ходе штурма объекта правительственными войсками были ликвидированы 29 террористов, а трое взяты под стражу. По данным премьер-министра, боевики прибыли в Алжир с севера Мали.

## Заложники
| Гражданство    | Всего | Погибшие    |
| -------------- | ----- | ----------- |
| Алжир          | 685   | 1           |
| Филиппины      | 34    | неизвестно  |
| Великобритания | 11    | 1, 5 спорно |
| Япония         | 41    | 10 спорно   |
| Норвегия       | 17    | 5 спорно    |
| Малайзия       | 5     | 2 спорно    |
| США            | 5     | 1, 2 спорно |
| Франция        | 4     | 1           |
| Бельгия        | 3     | неизвестно  |
| Румыния        | 3     | 1           |
| Германия       | 2     | неизвестно  |
| Ирландия       | 1     | 0           |
| Португалия     | 1     | неизвестно  |
| Колумбия       | 1     | 1           |
| Всего          | ~800  | ~38         |